# Papilio alexanor
Papilio alexanor là một loài bướm thuộc họ Papilionidae.
Sải cánh dài 62 – 70 mm. Nó bay từ tháng 4 đến tháng 7 làm một đợt, ở vùng núi (1700 m) của châu Âu, Tiểu Á, Balkan và phía tây châu Á.

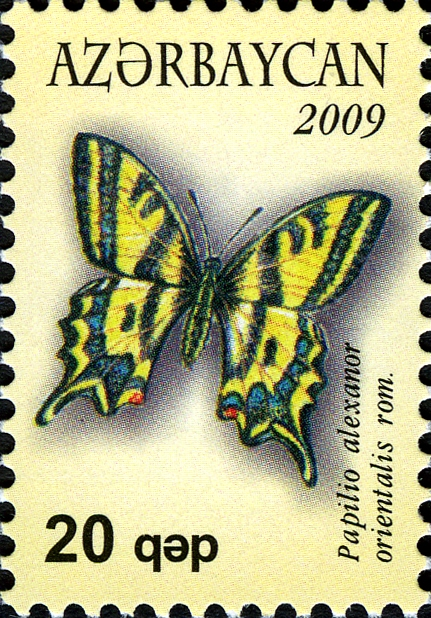
Papilio Alexanor trên tem của Azerbaijan

Ấu trùng ăn Umbelliferae, nổi tiếng là Trinia vulgaris, Seseli montanum, Ptychotis saxifraga và Opopanax chironium.

## Hình ảnh

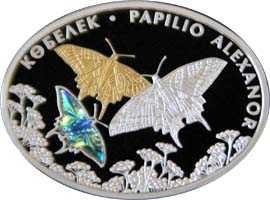
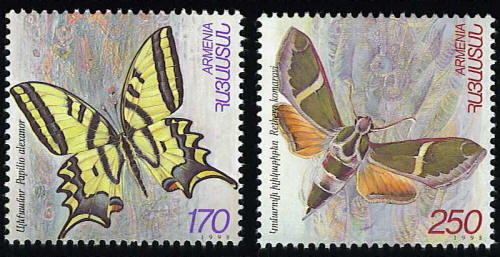
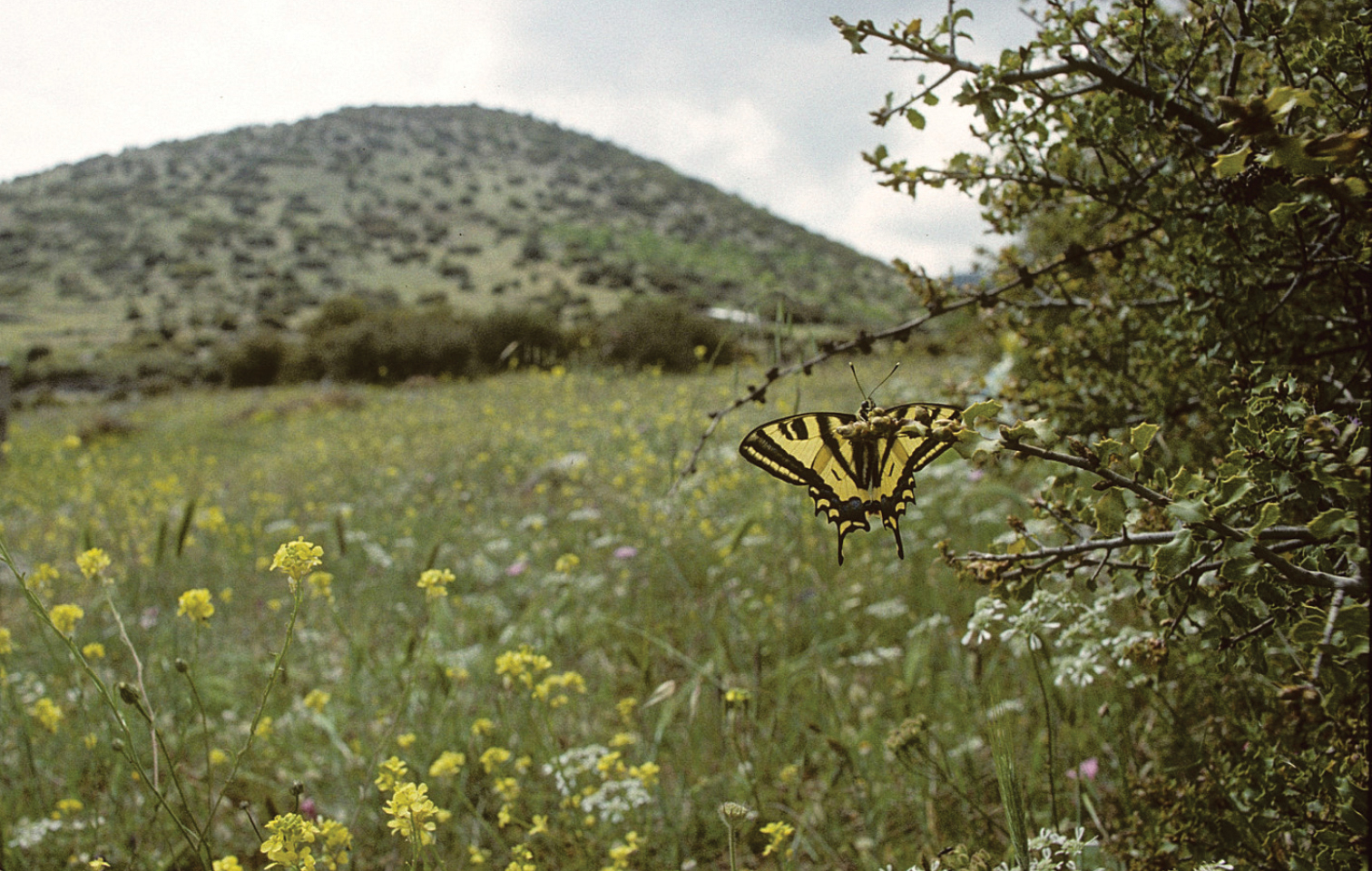
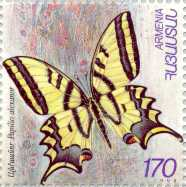

## Bảo vệ
Nó là loài được bảo vệ.